# Tonha Magalhães
Antonia Magalhães da Cruz, popularmente conhecida como Tonha Magalhães, (São Felipe, 16 de janeiro de 1958) é uma política brasileira.
Foi eleita deputada federal pelo extinto Partido da Frente Liberal (PFL) pela Bahia no ano de 2006, foi eleita A Prefeita de Candeias no ano de 1996, com reeleição no ano de 2000 e todas as duas vezes pelo extinto Partido Progressista Brasileiro (PPB), e Vereadora Constituinte no município no ano de 1988, pelo extinto Partido Municipalista Brasileiro (PMB). Fez parte do partido político União Brasil (UB)
 e recentemente ingressou no Avante.